# Antropologia funcionalista
Em antropologia, funcionalismo é uma vertente que resulta da reação ao evolucionismo, que, no início do século XX, era o paradigma dominante também nas ciências sociais. Os funcionalistas buscaram explicar os fenômenos em termos das suas funções. Assim,  cada escola social seria determinado por uma ou várias funções, e cada elemento da cultura destinar-se-ia a cumprir uma determinada tarefa  — uma função —  dentro de uma estrutura social mais abrangente.  Influenciados por algumas ideias de Durkheim, Malinowski e Radcliffe-Brown são geralmente considerados como fundadores da antropologia funcionalista - e da própria antropologia social .
Vale destacar que o funcionalismo e funcional-estruturalismo na antropologia é distinto de teorias homônimas na sociologia.
Alan Barnard  diferencia o "funcionalismo em sentido estrito" e o "funcionalismo estrutural". Na primeira vertente, a figura destacada é Lamark, com discípulos como Raymond Firth. Ao funcionalismo estrutural pertencem Radcliffe-Brown e seguidores seus, como Evans-Pritchard (nos primeiros trabalhos), Isaac Schapera, Meyer Fortes e outros, abordando principalmente as estruturas sociais e os sistemas de relações sociais que mantêm uma sociedade estável e integrada. Por outro lado, Malinowski concentra a sua atenção nas funções sociais e psicológicas de vários fatos e processos culturais que são fundamentais para a reprodução tanto da sociedade como dos indivíduos.. Malinowski procura mostrar que a cada tipo de civilização, a cada costume, a cada objeto material, a cada ideia ou crença, está associada uma necessidade, uma tarefa indispensável no todo funcional.
A abordagem da antropologia funcionalista foi criticada por sua tentativa de assimilar as culturas a organismos, enfatizando o equilíbrio e a estabilidade do todo, de modo que conflitos ou mudanças eram consideradas como anomalias ou, segundo Durkheim, dianomias - no sentido de fases a serem superadas mediante adaptações, de maneira a assegurar a volta ao equilíbrio e à normalidade.